# Pleine-Lune
Pour les articles homonymes, voir Pleine lune (homonymie).
Pleine-Lune (Moon-Face & Others Stories) est un recueil de nouvelles de Jack London paru en 1906.

## Historique
La plupart des nouvelles ont fait l'objet d'une publication antérieure dans des périodiques comme The Cosmopolitan Magazine ou The Century Magazine avant septembre 1906. 

## Les nouvelles
L'édition de  The Macmillan Co de septembre 1906 comprend huit nouvelles:
- Pleine-Lune (Moon-Face: A Story of Mortal Antipathy)
- L’Homme aux léopards (The Leopard Man's Story)
- Couleur locale (Local Colour)
- Soirée d’amateurs (Amateur Night)
- Suppôts de Midas (The Minions of Midas)
- L’Ombre et l’Éclair (The Shadow and the Flash)
- Un canyon tout en or (All Gold Canyon)
- Le Mort qui tue (Planchette)

## Éditions

### Éditions en anglais
- Moon-Face & Others Stories, un volume chez  The Macmillan Co, New York, septembre 1906.

### Traductions en français
- Pleine-Lune, traduction de Louis Postif, non publiée, vers 1932-1933.

## Sources
- http://www.jack-london.fr/bibliographie